# San Salvatore del Ceraseto
Die Kirche San Salvatore del Ceraseto (auch San Salvatore in Ceraseto) ist eine Kirche im Gemeindegebiet von Paciano (Provinz Perugia, Umbrien, Italien), die Jesus Christus in seiner Eigenschaft als Salvator Mundi (lateinisch Erlöser der Welt) geweiht ist.

## Lage
Die Kirche liegt etwa 1,2 Kilometer östlich von Paciano in der Località Ceraseto an der Gemeindegrenze und der Straße nach Panicale, einer Gemeinde, die etwa 1,2 Kilometer entfernt östlich von Ceraseto liegt. Die erste Siedlung von Paciano, Paciano vecchio (Torre Orlando) genannt, liegt ca. 500 m westlich. Ceraseto liegt an einem nördlichen Ausläufer des Monte Petrarvella (631 m s.l.m.).

## Geschichte und Beschreibung

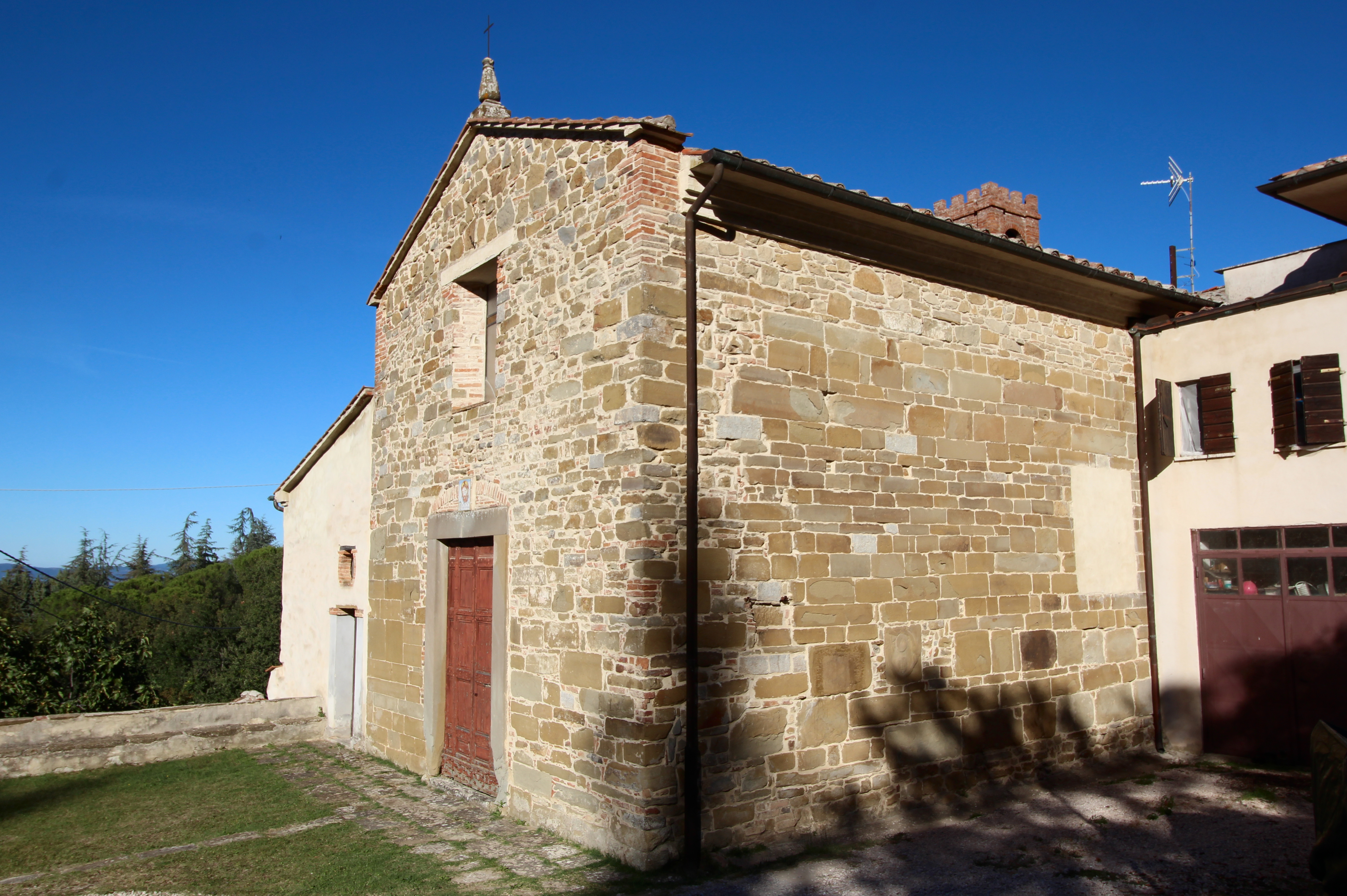
Seitenansicht von Süden mit dem Janusstein

Wahrscheinlich entstand die Kirche über den Resten eines paganischen Tempels und gehört zu den ältesten Kirchen von Paciano. Im Inneren der rechteckigen und einschiffigen Kirche befindet sich an der Wand hinter dem Altar das Fresko Cristo in Trono tra San Giovanni Battista e San Pietro von Giovan Battista Caporali, 1508 oder 1510 entstanden. Das Fresko hat die Maße 256 × 230 cm. Die Wand entstand um 1508 und trennt das Presbyterium von der Sakristei, die zuvor zum Kirchenraum gehörte. Die Stuckarbeiten um das Fresko des Caporali und die im um eine Stufe tieferliegenden Kirchensaal befindlichen seitlichen Altäre stammen aus dem 18. Jahrhundert.
Die Fassade der Kirche ist aus Stein, das mittig stehende Portal besteht aus dem Sandstein Pietra Serena und hat am Architrav die Inschrift A. D. 1885. Der Campanile mit den beiden Glocken stammt aus dem Jahr 1949. An der rechten, der dem Süden zugewandten Seite, befindet sich eine Steinabbildung des Janus (italienisch Giano) unbekannter Datierung. Von 1949 bis 1950 wurde die Kirche restauriert.
Der Legende nach soll im Jahr 270 die heilige Mustiola von Chiusi hier Zuflucht vor ihren Verfolgern gesucht haben. Außerhalb der Kirche befindet sich ein Metallkreuz auf einem kleinen Felsen, auf dem die Abdrücke der Heiligen abgebildet sein sollen.